# 孫希
孫 希（そん き、生没年不詳）は、五胡十六国時代の前燕の人物。昌黎郡の出身。前燕の広寧郡太守孫泳の子。

## 生涯
前燕に仕え、360年3月、并州刺史に任じられた。
これ以後の事績は、史書に記されていない。